# District de Saint Pierre le Moutier
Le district de Saint Pierre le Moutier est une ancienne division territoriale française du département de la Nièvre de 1790 à 1795.
Il est composé des cantons de Saint Pierre le Moutier, Magny et Viri.